# Yapmonarch
De yapmonarch (Monarcha godeffroyi) is een zangvogel uit de familie Monarchidae (monarchen). De vogel werd in 1868 door Gustav Hartlaub geldig beschreven en vernoemd naar Johan Cesar Godeffroy. Het is endemische, voor uitsterven gevoelige vogelsoort op de Carolinen.

## Verspreiding en leefgebied
Deze vogel komt alleen voor op het eiland Yap in Micronesië. Het leefgebied bestaat uit diverse bostypen, waaronder secundair bos en mangrove.

## Status
De yapmonarch heeft een beperkt verspreidingsgebied en daardoor is de kans op uitsterven aanwezig. De grootte van de populatie is in 2016 geschat op 10.000-30.000 volwassen vogels. Het voorkomen is nogal versnipperd en de vogel wordt nog vaak gevangen. Om deze redenen staat deze soort als gevoelig op de Rode Lijst van de IUCN.